# あづち涼
あづち 涼（あづち りょう、1977年11月14日 - ）は、日本の漫画家。北海道札幌市出身、在住。男性。

## 来歴
『週刊少年サンデー』「まんがカレッジ」2003年9・10月期『ある夜のヒーロー』であと一歩で賞を受賞する。このとき、担当編集者がつき上京を決意し2004年1月に上京する。同年、「まんがカレッジ」2004年3・4月期『大江戸快速飛脚便』で佳作を受賞する。2004年5月ごろ、福地翼のアシスタントとなる。2007年、『アカデミックスクランブル』が「月刊コミックブレイドマンガ賞NEO」で期待賞を受賞する。
2008年に『そふてにっ』を連載開始、2010年に同作がテレビアニメ化される。2013年より、サッカークラブの用具係「ホペイロ」を主人公とした『カルチョな執事』を連載。
2020年からニコニコ静画内ギリギリえっぢにて『異次元デッドライン』を連載。2023年より『MAGCOMI』（マッグガーデン）にて『機械仕掛け？の音叉さん』の連載を開始。
2024年から月刊コミックガーデンにて『追放されたギルド職員は、世界最強の召喚士@COMIC』の連載を開始。

## 作品リスト

### 漫画作品

#### 連載
- そふてにっ[6]（『月刊コミックブレイド』2008年10月号 - 2013年1月号）
- カルチョな執事（協力：FC東京、味の素スタジアム、『WebComic Beat's』2013年12月25日 - 2014年12月25日）
- 残念なキャプテンとわがままな王様たち（『少年マガジンエッジ』2016年3月号 - 2017年2月号）
- 深沢さん、ありがとう（『少年マガジンエッジ』2019年1月号 - 2020年4月号）
- 異次元デッドライン（ニコニコ静画内 ギリギリえっぢ 2020年12月15日配信 - 2021年11月16日）
- 機械仕掛け？の音叉さん（『MAGCOMI』2023年5月20日[4] - 7月20日） - 未単行本化。
- 追放されたギルド職員は、世界最強の召喚士@COMIC（原作：月島秀一、キャラクター原案：チワワ丸、『月刊コミックガーデン』2024年2月5日[5] - ）

#### 読み切り
- めがね遊戯（『週刊少年サンデー超』2005年9月25日号）
- そふてにっ（『月刊コミックブレイド』2008年6月号）
- 魔法少女そふと⭐︎テニス（原案：Magica Quartet、『魔法少女まどか☆マギカ アンソロジーコミック』3巻、2012年） - 『魔法少女まどか☆マギカ』のアンソロジー寄稿作品。
- プライベート アクアリウム（『月刊Comic REX』2014年3月号）
- ふふっ（『少年マガジンエッジ』2018年11月号）

### 書籍
- 『そふてにっ』、マッグガーデン〈BLADE COMICS〉2009年 - 2013年、全8巻
- 『カルチョな執事』、協力：FC東京、味の素スタジアム、マッグガーデン〈マッグガーデンコミック Beat'sシリーズ〉2014年 - 2015年、全2巻
- 『残念なキャプテンとわがままな王様たち』、講談社〈マガジンエッジKC〉2016年 - 2017年、全2巻
- 『深沢さん、ありがとう』、講談社〈マガジンエッジKC〉2019年 - 2020年、全2巻
- 『異次元デッドライン』、講談社〈少年マガジンエッジコミックス〉2019年 - 2021年、全4巻、単行本は電子書籍のみ刊行[7]。
- 『追放されたギルド職員は、世界最強の召喚士@COMIC』、原作：月島秀一、キャラクター原案：チワワ丸、マッグガーデン〈マッグガーデンコミック Beat'sシリーズ〉2024年 - 、既刊2巻（2025年1月14日現在）

### その他
- 復讐 〜陵辱の刃〜（CROWDのアダルトゲーム、2001年）原画